# Equação de Ince
Em matemática, a equação de Ince, desenvolvida por Edward Lindsay Ince, é a equação diferencial
{\displaystyle w^{\prime \prime }+\xi \sin(2z)w^{\prime }+(\eta -p\xi \cos(2z))w=0.\,}
Quando p é um inteiro não negativo, ela possui soluções polinomiais chamadas polinômios de Ince.